# Дипломатична місія Богдана Хитрово (1658)
Хитрово Богдана дипломатична місія 1658 мала місце в січні—березні 1658 в умовах загострення внутрішньополітичної боротьби в Україні (див. Громадянські війни в Україні другої половини 1650-х — першої половини 1660-х років, Дейнеків рух 1658—1665) та напруження українсько-російських стосунків. Відповідно до посольського
наказу окольничий Б.Хитрово повинен був домагатися від гетьмана І.Виговського погодження на розміщення російських військових залог на чолі з воєводами в Чернігові, Ніжині, Переяславі та інших стратегічно важливих містах України; утримання царських ратників коштом місцевого населення; виведення козацьких формувань з території Південно-Східної Білорусі, припинення процесу покозачення тамтешнього населення та розформування Чауського (Биховського) полку (див. Білоруський полк). Крім того, на посла покладалося завдання з'ясувати характер
українсько-шведських стосунків, а також від імені царя Олексія Михайловича заборонити козацькій старшині приймати селян-утікачів, що належали царським дворянам і дітям боярським із прикордонних із Гетьманщиною повітів Московської держави. Згідно з посольським донесенням Б.Хитрово усі поставлені перед ним завдання вдалося виконати. У ході переговорів із гетьманським урядом, що проходили в середині лютого 1658 в Переяславі, українська сторона погодилася на задоволення всіх принципово важливих вимог російського керівництва. Щоправда, поступки І.Виговського Москві мали умовний характер — їх реалізація безпосередньо пов'язувалася з визнанням урядом Олексія Михайловича правомочності гетьманської елекції і наданням політичної та військової допомоги в боротьбі з опозицією.